# Nagoya TV ニュースJUST6
『名古屋テレビ→Nagoya TV ニュースJUST6』（なごやテレビニュースジャストシックス）は、1986年9月29日から1987年10月16日まで1年間、名古屋テレビで2代目の平日夕方6時台に生放送されていた中京ローカルのニュースワイド番組である。

## 番組概要
- 6年間にわたり生放送された「名古屋テレビニュース6:15→6:10→6:00」の後続番組として生放送スタート。冒頭ではウェストミンスターの鐘の音をバックにタイトルコールした後、テーマ曲をバックにヘッドライン・提供クレジットを流し、キャスターが挨拶とフリートークをしたうえでANNニュースレーダーにつないでいた。

- 番組前半は冒頭を除きテレビ朝日発全国ニュース「ANNニュースレーダー」と、後半は名古屋から東海3県の最新ローカルニュース、特集、スポーツニュースを内包した。

- 1987年（昭和62年）4月1日改編より、社名を「名古屋放送株式会社」から現在の「名古屋テレビ放送株式会社」へ商号変更された。

- 10月改編に伴い、番組は終了して10月19日から1989年3月31日までは「ニュースシャトル」放送開始のため18時25分枠に移動され「Nagoya TV ニュース広場」がスタートした。

## 放送時間
- 平日
  - 月曜日 - 金曜日 18:00 - 18:45

## キャスター
- 岡田将雄（当時名古屋テレビアナウンサー）
- 安井由美（当時名古屋テレビアナウンサー）